# Warrenton (Südafrika)
Warrenton ist eine Stadt in der Provinz Nordkap (Northern Cape) in Südafrika. Sie ist Sitz der Gemeinde Magareng im Distrikt Frances Baard.

## Geographie
2011 hatte Warrenton 5905 Einwohner. Unmittelbar südlich der Stadt liegt die Township Ikhutseng mit 16.683 Einwohnern. 73 Prozent der Bewohner Warrentons gaben 2011 Afrikaans als Muttersprache an. Die Stadt liegt südlich des Vaal und wenige Kilometer flussabwärts vom Vaalharts Storage Weir (deutsch etwa „Vaalharts Speicherwehr“), das das Bewässerungssystem Vaalharts Water versorgt. Die Großstadt Kimberley liegt 70 Kilometer südlich.

## Geschichte
1880 erwarb ein Syndikat den Westteil der Farm Grasbult und baute dort Gemüse an, ab 1888 auch für die zahlreichen Diamantensucher in der Region. In der Folge entstand dort die heutige Stadt. Ihr Name bezieht sich auf den Briten Sir Charles Warren.

## Verkehr
Warrenton ist ein bedeutender Verkehrsknoten. Die Stadt liegt an der National Route 12. Im Ort zweigt die National Route 18 ab. Die Bahnstrecke Kapstadt–Kimberley–Johannesburg führt durch Warrenton. Die wenige Kilometer nördlich von Warrenton in Veertien Strome abzweigende Strecke nach Mahikeng wird nur im Güterverkehr bedient. Im Südosten der Stadt liegt der Flugplatz Warrenton Airport.

## Persönlichkeiten
- Jacques Freitag (* 1982 in Warrenton), Leichtathlet, Hochspringer